# Kościół św. Jana Chrzciciela w Owińskach
Kościół świętego Jana Chrzciciela w Owińskach – rzymskokatolicki kościół parafialny należący do parafii pod tym samym wezwaniem (dekanat czerwonacki archidiecezji poznańskiej).

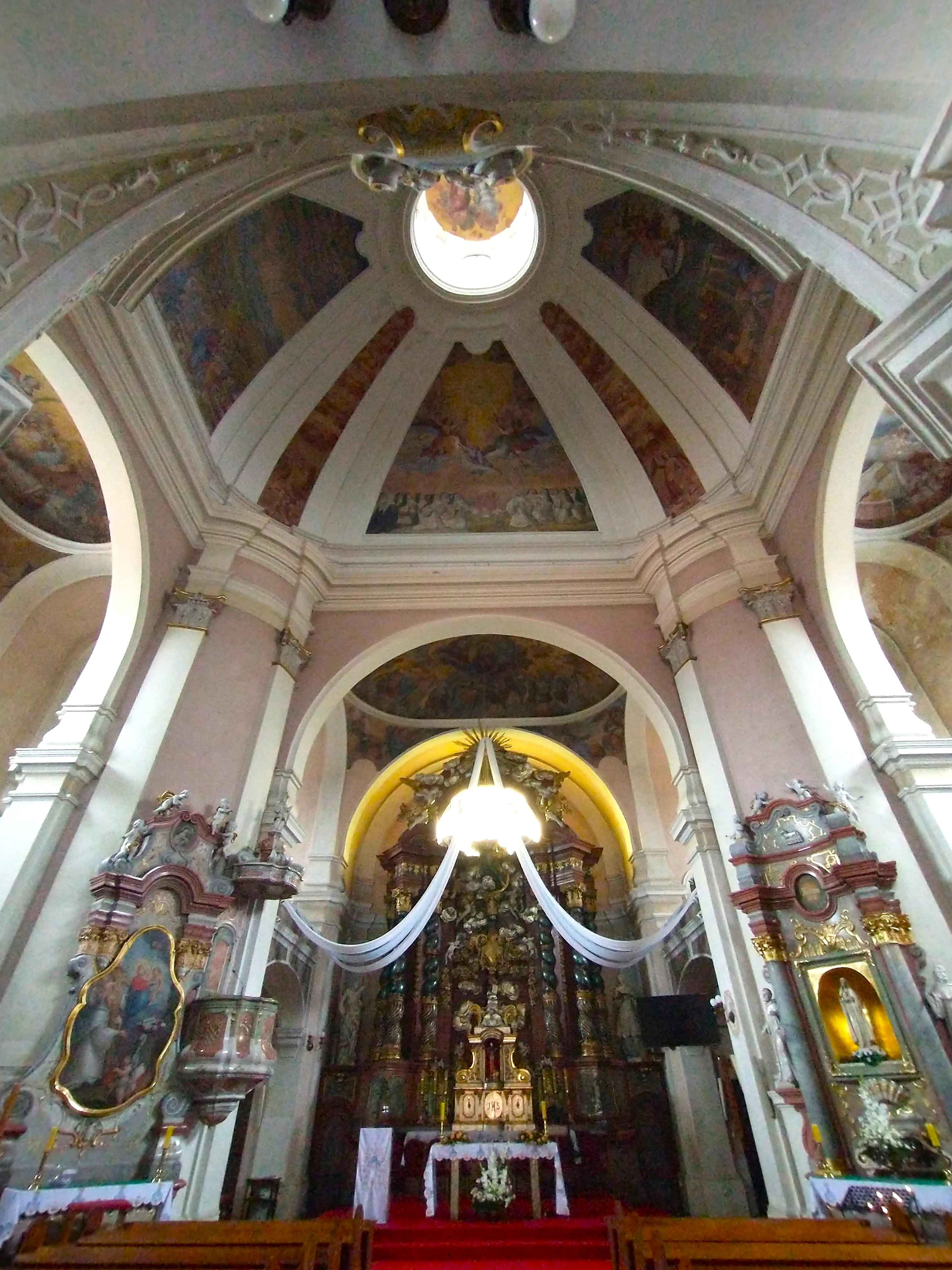
Wnętrze i ołtarz

Świątynia jest częścią dawnego klasztoru Cysterek. Obecny kościół został wzniesiony w latach 1720-1728, po pożarze wcześniejszej budowli, według projektu architekta Pompero Ferrariego.
Następnie w latach 1728-1730 świątynia została ozdobiona malowidłami ściennymi przez franciszkanów: Adama Swacha i Walentego Żebrowskiego.
W dniu 2 września 1731 kościół został konsekrowany przez biskupa chełmińskiego i jednocześnie opata pelplińskiego Tomasza Franciszka Czapskiego. Świątynia ta w niezmienionym kształcie przetrwała aż do dziś.
Obecny kościół został wzniesiony na planie czworoboku, zbliżonego kształtem do kwadratu. Nakryty jest centralnie usytuowaną ośmioboczną, eliptyczną kopułą oraz dachem wielospadowym. Świątynia jest orientowana – czyli wybudowana wzdłuż osi wschód – zachód.
Do budynku świątyni od strony południowo-zachodniej przylega czworoboczna wieża – dzwonnica o trzech kondygnacjach, nakryta baniastym dachem hełmowym. Dawniej na dzwonnicy był umieszczony zegar, obecnie pozostały puste pola i jedynie wewnątrz znajdują się jeszcze resztki mechanizmu zegarowego. Tam również można zobaczyć fragmenty dawnych gotyckich murów.
Cztery szczyty świątyni miały oryginalnie wykończenie barokowe. Obecne – w stylu klasycystycznym – pochodzą być może z lat 1874-80, kiedy to dobudowywano drugie piętro na budynkach klasztornych. Wtedy również, na ścianie frontowej świątyni zostały zamurowane dwa okna. Umieszczone były one po lewej stronie ściany frontowej budowli, między drugim i trzecim (narożnikowym) pilastrem – podobnie jak są usytuowane okna na ścianie bocznej.